# Noyelle-Vion
Pour les articles homonymes, voir Noyelle et Vion.
Noyelle-Vion est une commune française située dans le département du Pas-de-Calais, en région Hauts-de-France. Ses habitants sont appelés les Noyellois. La commune est membre de la communauté de communes des Campagnes de l'Artois.

## Géographie

### Localisation
Localisée dans le sud-est du département du Pas-de-Calais, Noyelle-Vion est une commune rurale située, à vol d'oiseau, à 2 km au nord-est de la commune d’Avesnes-le-Comte, dont elle est limitrophe, et à 16 km à l'ouest de la commune d’Arras (aire d'attraction, chef-lieu d'arrondissement et préfecture du Pas-de-Calais).
Le territoire de la commune est limitrophe de ceux de six communes.
Les communes limitrophes sont Izel-lès-Hameau, Avesnes-le-Comte, Beaufort-Blavincourt, Hauteville, Lattre-Saint-Quentin et Manin.

### Géologie et relief
La superficie de la commune est de 5,36 km2 ; son altitude varie de 91  à   148 mètres.

### Hydrographie
Le territoire de la commune, situé dans le bassin Artois-Picardie, est traversé par l'Ugy, cours d'eau naturel non navigable de 5,82 km, qui prend sa source dans la commune et se jette dans le Gy au niveau de la commune de Montenescourt.

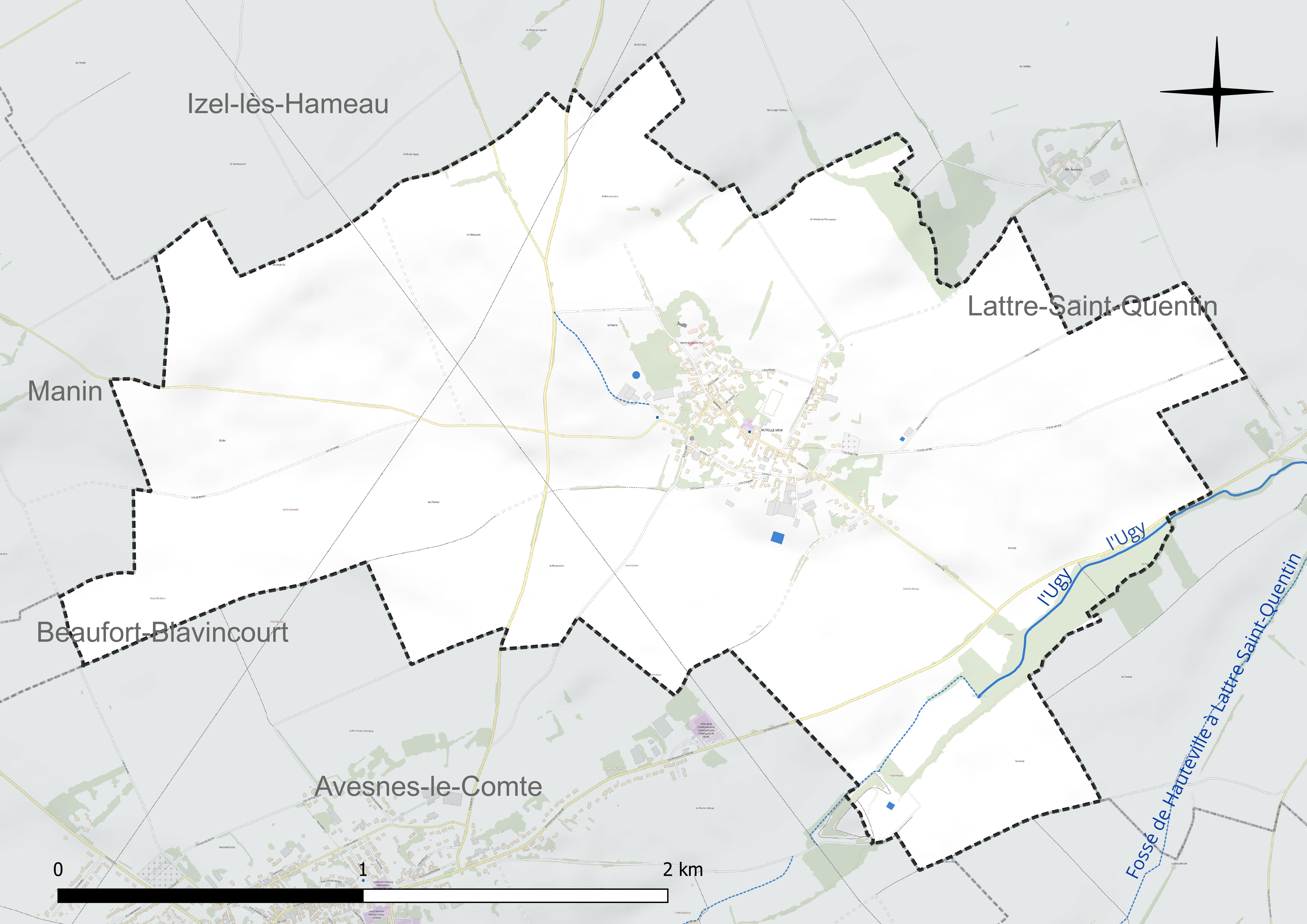
Réseau hydrographique de Noyelle-Vion.

### Climat
Pour des articles plus généraux, voir Climat des Hauts-de-France et Climat du Nord-Pas-de-Calais.
En 2010, le climat de la commune est de type climat océanique dégradé des plaines du Centre et du Nord, selon une étude du CNRS s'appuyant sur une série de données couvrant la période 1971-2000. En 2020, Météo-France publie une typologie des climats de la France métropolitaine dans laquelle la commune est exposée à un climat océanique et est dans une zone de transition entre les régions climatiques « Nord-est du bassin Parisien » et « Côtes de la Manche orientale ».
Pour la période 1971-2000, la température annuelle moyenne est de 10,1 °C, avec une amplitude thermique annuelle de 14,2 °C. Le cumul annuel moyen de précipitations est de 823 mm, avec 12,4 jours de précipitations en janvier et 9,2 jours en juillet. Pour la période 1991-2020, la température moyenne annuelle observée sur la station météorologique la plus proche, située sur la commune de Saulty à 9 km à vol d'oiseau, est de 10,4 °C et le cumul annuel moyen de précipitations est de 899,7 mm,. Pour l'avenir, les paramètres climatiques de la commune estimés pour 2050 selon différents scénarios d'émission de gaz à effet de serre sont consultables sur un site dédié publié par Météo-France en novembre 2022.

### Paysages
Pour un article plus général, voir Paysage en France.
La commune est située dans le paysage régional des grands plateaux artésiens et cambrésiens tel que défini dans l’atlas des paysages de la région Nord-Pas-de-Calais, conçu par la direction régionale de l'Environnement, de l'Aménagement et du Logement (DREAL),. Ce paysage régional, qui concerne 238 communes, est dominé par les « grandes cultures » de céréales et de betteraves industrielles qui représentent 70 % de la surface agricole utilisée (SAU).

### Milieux naturels et biodiversité
L’Inventaire national du patrimoine naturel (INPN) recense plusieurs espèces faunistiques et floristiques sur le territoire de la commune dont certaines sont protégées et d’autres menacées et quasi-menacées.

## Urbanisme

### Typologie
Au 1er janvier 2024, Noyelle-Vion est catégorisée commune rurale à habitat dispersé, selon la nouvelle grille communale de densité à sept niveaux définie par l'Insee en 2022.
Elle est située hors unité urbaine. Par ailleurs la commune fait partie de l'aire d'attraction d'Arras, dont elle est une commune de la couronne,. Cette aire, qui regroupe 163 communes, est catégorisée dans les aires de 50 000 à moins de 200 000 habitants,.

### Occupation des sols
L'occupation des sols de la commune, telle qu'elle ressort de la base de données européenne d’occupation biophysique des sols Corine Land Cover (CLC), est marquée par l'importance des territoires agricoles (94,5 % en 2018), une proportion identique à celle de 1990 (94,5 %). La répartition détaillée en 2018 est la suivante : 
terres arables (80,7 %), prairies (13,8 %), zones urbanisées (5,5 %). L'évolution de l’occupation des sols de la commune et de ses infrastructures peut être observée sur les différentes représentations cartographiques du territoire : la carte de Cassini (XVIIIe siècle), la carte d'état-major (1820-1866) et les cartes ou photos aériennes de l'IGN pour la période actuelle (1950 à aujourd'hui).

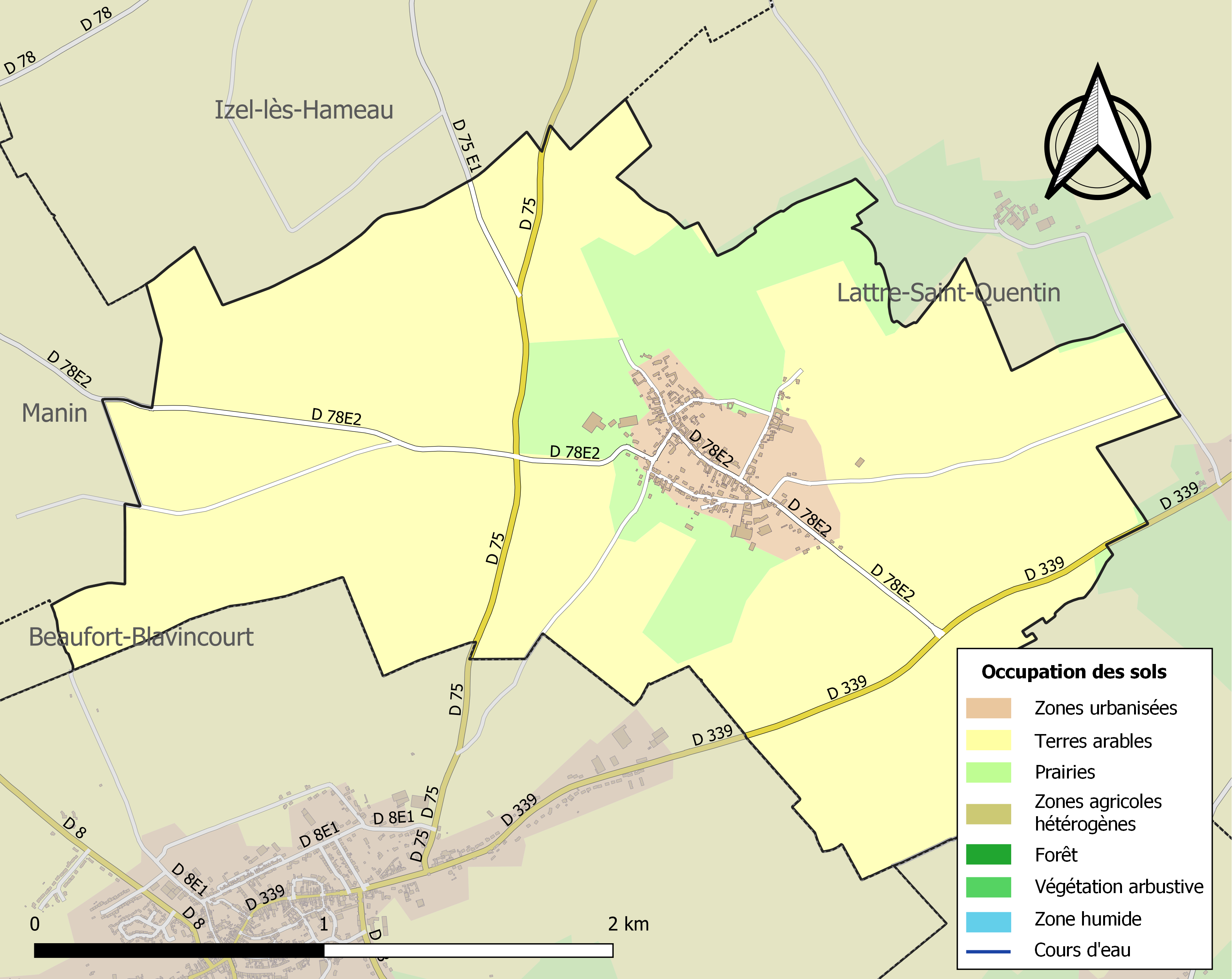
Carte des infrastructures et de l'occupation des sols de la commune en 2018 (CLC).

### Voies de communication et transports

#### Transport ferroviaire
La commune disposait, de 1895 à 1948, de la gare de Noyelle-Vion qui était située sur la ligne de chemin de fer Lens - Frévent.

## Toponymie
Le nom de la localité est attesté sous les formes Nigella de 1154 à 1159 ; Noella Guidonis, Nigella Guidonis au XIIe siècle ; Noyele le Wion en 1277 ; Noele le Wyon en 1294 ; Noele-Wion en 1297 ; Nollie en 1378 ; Noyelle-le-Wyon en 1436 ; Noyelles Vion en 1793 ; Noyelles-Vion et Noyelle-Vion depuis 1801.
Toponyme gaulois composé de *novio, latinisé en Nigella aux IXe et Xe siècles (« neuf, nouveau » → voir Noyon) et *ialo- (« clairière, lieu défriché, essart » → voir Neuilly et Noailles).
Vion est un anthroponyme, Wido, Guido, Guy.

## Histoire
Un château fort dont l'origine se perd dans les temps anciens et qui fut détruit en 1522 par le duc de Vendôme se dressait à Noyelle. Il en subsiste la motte et les fossés ainsi que quelques travaux d'art souterrain.
Le 6 mai 1640, des lettres données à Madrid donnent à Jérôme-Gaspard de France, chevalier, seigneur de Noyelles-Vion et de Boucault le titre de baron du fait de la terre et seigneurie de Boucault, relevant de la cour féodale de Brabant, érigée en baronnie. Il a été pendant plusieurs années bailli de la ville et de l'université de Louvain et assure depuis douze ans la charge de mayeur de la ville de Louvain. Il descend d'une famille qui a rempli de nombreuses fonctions au service de ses souverains. Il a épousé Marguerite d'Assonville, petite-fille et héritière de feu Christophe d'Assonville, chevalier, conseiller au Conseil d'État et au Conseil privé aux Pays-Bas, trésorier de l'ordre de la Toison d'Or. Par son mariage, il détient la terre de Boucault, déclarée en juin 1605, à la suite de la demande du feu conseiller, ancienne seigneurie et baronnie du duché de Brabant.
En juillet 1698, la terre de Noyelles-Wion est érigée en marquisat au bénéfice de Guillaume-Alexandre de France, donc marquis de Noyelles-Wion, baron de Boucoult (Boucault), seigneur de Hauteville, Sare-les-Bours, Marez, Grande-Wacquerie, en récompesne des services rendus pendant al dernière guerre. La terre de Noyelles-Wion relève du roi à cause des on château d'Avesnes-le-Comte et consiste en un château et plusieurs beaux fiefs.
Pendant la Première Guerre mondiale, Noyelle-Vion est à l'arrière du front. Des troupes vont y y passer ou y cantonner pour reprendre des forces, reconstituer les effectifs, compléter la formation, etc. Dans ce cadre, des troupes vont séjourner sur Noyelle-Vion, par exemple, en novembre 1914, en mai 1915.

## Politique et administration

### Découpage territorial
La commune se trouve dans l'arrondissement d'Arras du département du Pas-de-Calais.

#### Commune et intercommunalités
La commune est membre de la communauté de communes des Campagnes de l'Artois qui regroupe 96 communes et compte 33 141 habitants en 2021.

#### Circonscriptions administratives
La commune est rattachée au canton d'Avesnes-le-Comte.

#### Circonscriptions électorales
Pour l'élection des députés, la commune fait partie de la première circonscription du Pas-de-Calais.

### Élections municipales et communautaires

#### Liste des maires
| Période                                  | Période                      | Identité        | Étiquette  | Qualité                                                                      |
| ---------------------------------------- | ---------------------------- | --------------- | ---------- | ---------------------------------------------------------------------------- |
| Les données manquantes sont à compléter. |                              |                 |            |                                                                              |
| 2001                                     | 2008                         | francine piette | socialiste | maire                                                                        |
| mars 2008                                | En cours (au 1er avril 2022) | Gérard Nicolle  | MPF        | Ancien cadre Réélu pour le mandat 2014-2020, Réélu pour le mandat 2020-2026, |

## Population et société

### Démographie
Les habitants sont appelés les Noyellois.

#### Évolution démographique
L'évolution du nombre d'habitants est connue à travers les recensements de la population effectués dans la commune depuis 1793. Pour les communes de moins de 10 000 habitants, une enquête de recensement portant sur toute la population est réalisée tous les cinq ans, les populations de référence des années intermédiaires étant quant à elles estimées par interpolation ou extrapolation. Pour la commune, le premier recensement exhaustif entrant dans le cadre du nouveau dispositif a été réalisé en 2007.

En 2022, la commune comptait 270 habitants, en évolution de −7,22 % par rapport à 2016 (Pas-de-Calais : −0,72 %, France hors Mayotte : +2,11 %).
| 1793 | 1800 | 1806 | 1821 | 1831 | 1836 | 1841 | 1846 | 1851 |
| ---- | ---- | ---- | ---- | ---- | ---- | ---- | ---- | ---- |
| 418  | 429  | 470  | 470  | 471  | 461  | 446  | 434  | 452  |

| 1856 | 1861 | 1866 | 1872 | 1876 | 1881 | 1886 | 1891 | 1896 |
| ---- | ---- | ---- | ---- | ---- | ---- | ---- | ---- | ---- |
| 437  | 450  | 444  | 408  | 375  | 376  | 385  | 411  | 405  |

| 1901 | 1906 | 1911 | 1921 | 1926 | 1931 | 1936 | 1946 | 1954 |
| ---- | ---- | ---- | ---- | ---- | ---- | ---- | ---- | ---- |
| 356  | 410  | 408  | 370  | 324  | 294  | 292  | 288  | 272  |

| 1962 | 1968 | 1975 | 1982 | 1990 | 1999 | 2006 | 2007 | 2012 |
| ---- | ---- | ---- | ---- | ---- | ---- | ---- | ---- | ---- |
| 244  | 263  | 252  | 265  | 261  | 260  | 250  | 248  | 270  |

| 2017 | 2022 | - | - | - | - | - | - | - |
| ---- | ---- | - | - | - | - | - | - | - |
| 294  | 270  | - | - | - | - | - | - | - |

#### Pyramide des âges
En 2018, le taux de personnes d'un âge inférieur à 30 ans s'élève à 37,0 %, soit au-dessus de la moyenne départementale (36,7 %). À l'inverse, le taux de personnes d'âge supérieur à 60 ans est de 24,5 % la même année, alors qu'il est de 24,9 % au niveau départemental.
En 2018, la commune comptait 141 hommes pour 153 femmes, soit un taux de 52,04 % de femmes, légèrement supérieur au taux départemental (51,50 %).
Les pyramides des âges de la commune et du département s'établissent comme suit.
| Hommes | Classe d’âge | Femmes |
| ------ | ------------ | ------ |
| 0,7    | 90 ou +      | 0,7    |
| 5,7    | 75-89 ans    | 5,9    |
| 17,0   | 60-74 ans    | 19,0   |
| 19,9   | 45-59 ans    | 18,3   |
| 19,1   | 30-44 ans    | 19,6   |
| 12,8   | 15-29 ans    | 11,8   |
| 24,8   | 0-14 ans     | 24,8   |

| Hommes | Classe d’âge | Femmes |
| ------ | ------------ | ------ |
| 0,5    | 90 ou +      | 1,6    |
| 5,6    | 75-89 ans    | 8,9    |
| 16,7   | 60-74 ans    | 18,1   |
| 20,2   | 45-59 ans    | 19,2   |
| 18,9   | 30-44 ans    | 18,1   |
| 18,2   | 15-29 ans    | 16,2   |
| 19,9   | 0-14 ans     | 17,9   |

## Culture locale et patrimoine

### Lieux et monuments

#### Monuments historiques
- L'oppidum : levée de terre sise en bordure de la parcelle A 284 : inscription au titre des monuments historiques par arrêté du 26 février 1981[31].
- La motte féodale et portion du fossé de l'oppidum (cad. A 285) : inscription par arrêté du 29 mai 1980 et par arrêté du 22 décembre 1980[32].

### Autres lieux et monuments

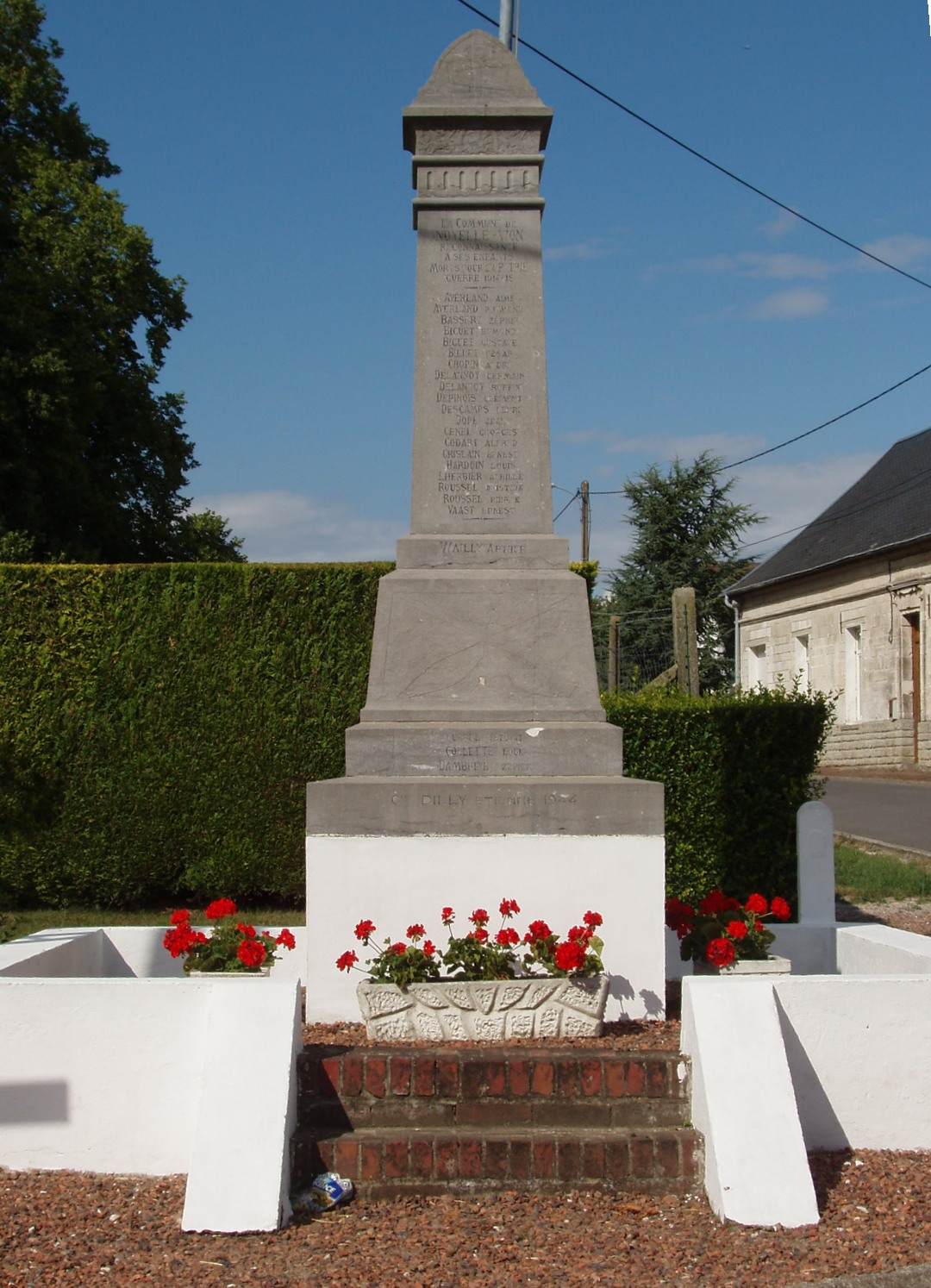
Le monument aux morts.

- L'église Notre-Dame.
- Le monument aux morts[33].

### Héraldique
| Blason de Noyelle-Vion | Blason  | De gueules à trois jumelles d'argent.            |
| Blason de Noyelle-Vion | Détails | Le statut officiel du blason reste à déterminer. |

## Pour approfondir

#### Bases de données, dictionnaires et encyclopédies
- Ressources relatives à la géographie :   - Insee (communes)
  - Ldh/EHESS/Cassini
- Ressource relative à plusieurs domaines :   - Annuaire du service public français
- Notices d'autorité :   - BnF (données)